# Odontocera longipennis
Odontocera longipennis là một loài bọ cánh cứng trong họ Cerambycidae.